# Gabriel von Weidenhaijn
Gabriel von Weidenhaijn, född omkring 1655, död 28 juni 1709 i Poltava, var en svensk militär.

## Biografi
Gabriel von Weidenhaijn var son till det livländska hovrådet Johan von Weidenhaijn och Catharina Grissbach. Han blev page hos Karl XI 1669, kom i tjänst vid Hälsinge regemente 1675, blev fänrik där 11 mars 1676 och löjtnant 22 januari 1677. von Weidenhaijn blev regementskvartermästare vid Södermanlands regemente 23 oktober 1677, kapten där 28 augusti 1680, major 9 februari 1697 och överstelöjtnant 5 februari 1703. Han var från 4 december 1708 överste och chef för regementet och stupade i spetsen för detta i slaget vid Poltava 1709.
von Weidenhaijn hade även deltagit i slaget vid Fraustadt och slaget vid Kalisch.

### Familj
von Weidenhaijn gifte sig med Beata Rosenholm (1665–1742), dotter till häradshövdingen Erik Rosenholm och Märta Beata Stuart. De fick tillsammans barnen Fromhold von Weidenhaijn, Charlotta von Weidenhaijn, kaptenen von Weidenhaijn (död 1709), fänriken Johan von Weidenhaijn (död 1703), Brita Christina von Weidenhaijn (1694–1766) som var gift med löjtnanten Carl Magnus Lagerfelt, Märta Beata von Weidenhaijn (1696–1775) som var gift med majoren Gustaf Franc, Anna Charlotta von Weidenhaijn (1703–1778) som var gift med majoren Bengt Sparre af Rossvik och Eva Johanna von Weidenhaijn (1706–1790).